# Steve Bruce
Stephen Roger "Steve" Bruce, född 31 december 1960 i Corbridge strax väster om Newcastle, är en engelsk fotbollstränare och tidigare fotbollsspelare.
Som spelare hade Bruce positionen som mittback och han hade sina största framgångar under åren i Manchester United, där vann han bland annat Premier League tre gånger och UEFA Cupvinnarcupen en gång. 
Bruce startade sin tränarkarriär som spelande tränare i Sheffield United säsongen 1998-1999. 2001 tog han över tränarrollen i Birmingham City. Han var kvar i klubben till vintern 2007 då han tog över Wigan Athletic. Den 3 juni 2009 blev det klart att Bruce skulle träna Sunderland. Hans kontrakt med Sunderland var på tre år, men på grund av uteblivna resultat sparkades han under säsongen 2011/2012.